# 下沙河遗址
下沙河遗址，位于中国河北省张家口市下沙河村，为张家口市涿鹿县的一个省级文物保护单位，类型为古遗址，公布时间为1993年7月15日。
下沙河遗址的历史年代为新石器时代、夏、战国。